# Dementium II
Dementium II — видеоигра в жанрах survival horror и шутер от первого лица, разработанная Renegade Kid и изданная SouthPeak Interactive для консоли Nintendo DS 4 мая 2010 года. Сиквел Dementium: The Ward. 17 декабря 2013 года была выпущена HD-версия игры для Microsoft Windows и Mac OS X.

## Разработка
Анонс игры состоялся в рамках E3 2009, где был показан тизер-трейлер, выполненный в стиле видео о реально существующей клинике.
В декабре 2013 года состоялся релиз HD-переиздания для персональных компьютеров. Обновленная версия имела улучшенные графику и освещение, поддержку контроллеров, а также облачные сохранения и систему достижений.

## Сюжет
Действие сиквела разворачивается после окончания «Фазы 1», события которой происходили в оригинале. «Фаза 2» вновь погружает героя в мир кошмаров, на этот раз он попадает в тюрьму. Герою необходимо как можно скорее разобраться с новой опасностью, ведь место его заточения постепенно превращается в альтернативную, демоническую реальность.

## Игровой процесс
По сравнению с оригиналом, сиквел значительно расширил спектр возможностей. Как и раньше, главная цель игрока — решать головоломки и сражаться с монстрами, попутно собирая различные предметы и записки. В первую очередь, изменения коснулись сенсорного экрана: теперь на нем отображается карта, что избавляет от надобности постоянно выбирать её отдельным пунктом. Добавились иконки прыжка и приседания. Что касается боевой системы, то в сиквеле герой умеет использовать оружие и фонарик одновременно. Появился полноценный инвентарь, где игрок может носить ампулы с адреналином и аптечки. Оружие теперь можно перезаряжать.
Были исправлены проблемы оригинала. Сами локации стали больше. Добавили возможность сохраняться вручную (вместо системы автосохранений в начале каждой главы). Враги больше не восстанавливаются, если игрок снова вернется в пройденную им комнату.

## Отзывы
| Сводный рейтинг       | Сводный рейтинг | Сводный рейтинг |
| Издание               | Оценка          | Оценка          |
| Издание               | DS              | PC              |
| --------------------- | --------------- | --------------- |
| GameRankings          | 74,60 %         | N/A             |
| Metacritic            | 75/100          | 37/100          |
| Иноязычные издания    |                 |                 |
| Издание               | Оценка          | Оценка          |
| Издание               | DS              | PC              |
| Destructoid           | 7,5/10          | N/A             |
| Eurogamer             | 7/10            | N/A             |
| Famitsu               | 30/40           | N/A             |
| GamePro               | [ 8 ]           | N/A             |
| GameSpot              | 8/10            | 5/10            |
| GameZone              | 4/10            | N/A             |
| IGN                   | 8/10            | N/A             |
| Nintendo Life         | 7/10            | N/A             |
| Nintendo Power        | 8/10            | N/A             |
| Nintendo World Report | 8,5/10          | N/A             |
| The A.V. Club         | C               | N/A             |
| Slant Magazine        | [ 17 ]          | [ 18 ]          |

Игра получила «в основном положительные отзывы» по данным сайта Metacritic.
IGN дали игре 8 баллов из 10, отметив исправления ошибок оригинала, а также в целом то, что «создатели игры продолжают развиваться, а не топчутся на месте». К минусам отнесли вялое повествование. Сайт GameSpot также присудили игре 8 баллов. Из плюсов отмечаются улучшенный интерфейс, неплохой арсенал оружия и разнообразное окружение. Из минусов — короткая продолжительность и музыка, играющая лишь тогда, когда в комнате находятся монстры, сводя элемент саспенса на нет.
Версия для персональных компьютеров получила куда более низкие оценки игроков и критиков. Российский сайт GameTech назвал ремейк игрой, где «достоинства оригинала оборачиваются недостатками для переиздания». Критике подверглись низкое качество графики, скудный дизайн уровней, несбалансированное управление, а также отсутствие объяснений сюжета из предыдущей игры